# Jaroslav Hašek
Jaroslav Hašek (Praga, 30 de abril de 1883 – Lipnice, 3 de janeiro de 1923) foi um escritor, humorista, satírico, jornalista, boémio e anarquista checo. É mais conhecido pelo seu romance O Bom Soldado Švejk (em checo, Osudy dobrého vojáka Švejka za světové války), uma colectânea não terminada de incidentes burlescos de um soldado na Primeira Guerra Mundial e uma sátira sobre a ineptidão das figuras de autoridade. O romance foi traduzido em sessenta idiomas, tornando-o o romance mais traduzido na literatura checa.

## Biografia e carreira

### Juventude
Hašek nasceu em Praga, Boémia (na altura pertencente à Áustria-Hungria, actualmente parte da República Checa), filho do professor de matemática Josef Hašek e da sua esposa Kateřina. A pobreza forçou a família, com três filhos – o outro filho Bohuslav, três anos mais novo que Hašek, e uma prima órfã Maria – a mudar-se regularmente, mais de quinze vezes durante a sua infância. Nunca conheceu uma verdadeira casa e este desenraizamento influenciou claramente a sua vida com sede de viagens. Quando tinha 13 anos, o pai de Hašek morreu de alcoolismo e a sua mãe não conseguiu educá-lo com firmeza. O adolescente desistiu da escola secundária aos 15 anos para se tornar farmacêutico, mas acabou por formar-se em gestão. Trabalhou brevemente como bancário em 1903, antes de embarcar numa carreira de escritor e jornalista freelancer. No final de 1910/início de 1911, foi também vendedor de cães (uma profissão que atribuiu ao seu herói Švejk e a partir da qual se basearam algumas das anedotas improváveis ditas por Švejk).

### Activismo político
Em 1906, juntou-se ao movimento anarquista, tendo participado, enquanto estudante, nas manifestações de 1897 contra a Alemanha, em Praga. Deu palestras regulares a grupos de trabalhadores proletários e, em 1907, tornou-se o editor do jornal anarquista Komuna. Enquanto anarquista no Império Austro-Húngaro, os seus movimentos foram monitorizados rigorosamente pela polícia, tendo sido preso e encarcerado regularmente. As acusações contra si incluíam numerosos casos de vandalismo e, pelo menos, um caso de agressão a um agente policial, pelo qual passou um mês na prisão. Os extremos cometidos pela polícia austro-húngara na detenção de suspeitos de subversão política foram satirizados nos capítulos iniciais de O valente soldado Chvéïk.

### Casamento
Hašek conheceu Jarmila Mayerová em 1907 e apaixonou-se por ela. Contudo, devido ao seu estilo de vida boémio, os pais de Jarmila consideraram-no inadequado para casar com a sua filha. Consequentemente, Hašek tentou afastar-se das suas políticas radicais e obter um emprego estável como escritor. Quando foi preso por profanar uma bandeira em Praga, os pais de Mayerová levaram-na para o campo, esperando que isso terminasse a sua relação. Esta mudança não terminou a relação, mas contribuiu para que Hašek renovasse o seu foco na escrita. Em 1909, tinha 64 contos publicados, mais do dobro do que tinha no ano anterior, e foi também nomeado editor do jornal Svět zvířat (O Mundo Animal). Contudo, este emprego não durou muito tempo, tendo sido despedido pouco depois, por publicar artigos sobre animais imaginários que tinha sonhado (e que serviram para alimentar a obra Švejk).
A 23 de maio de 1910, casou-se com Jarmila. Apesar do longo namoro, o casamento foi infeliz e durou pouco mais de um ano. Mayerová voltou a viver com os seus pais em 1911, depois de o seu marido ter sido apanhado a fingir a sua própria morte. Com o início da Primeira Guerra Mundial, Hašek viveu periodicamente com o cartunista Josef Lada, que ilustrou mais tarde O valente soldado Chvéïk.

### No Exército Austro-Húngaro
Em dezembro de 1914, Hašek foi mobilizado e juntou-se ao exército austro-húngaro a 7 de fevereiro de 1915. A sua unidade foi o batalhão de substituição do 91.º Regimento de Infantaria, localizado em České Budějovice (a partir de 1 de junho em Királyhida). Hašek inscreveu-se imediatamente na escola de oficiais de reserva, mas a 6 de março já estava hospitalizado. Os relatórios médicos revelam que sofria de problemas cardíacos e reumatismo. Em resultado, foi dispensado do serviço regular do exército, mas aí permaneceu, com tarefas mais ligeiras. Participou na batalha de Sokal no final de julho, recebendo após a batalha uma medalha de prata pela bravura. Hašek não combateu durante muito tempo, sendo capturado pelos Russos a 24 de setembro de 1915.
Inúmeros detalhes e fragmentos das suas experiências no 91.º regimento de Hašek foram incluídos no romance O valente soldado Chvéïk. Muitas das personagens baseiam-se em pessoas que conheceu: Lukáš, Vaněk, Biegler, Ságner, Schröder, Wenzl, Adamička, Ibl. Grande parte da rota descrita no romance corresponde à própria jornada da batalha de 12 de março. O seu transporte ferroviário começou em Királyhida a 30 de junho e terminou em Sambir a 4 de julho. A viagem continuou a pé e, ao atingir a frente de batalha, a 11 de julho, Hašek foi atribuído à 11.ª companhia, comandada pelo tenente Rudolf Lukas. O seu comandante de batalhão era o tenente Vinzenz Sagner. Também serviu como mensageiro da companhia, outro paralelismo com Švejk.

### Na Rússia
No campo em Totskoye, contraiu tifo, embora mais tarde tenha tido uma vida confortável. Em junho de 1916, foi recrutado enquanto voluntário para integrar a Brigada Checoslovaca, uma unidade de, maioritariamente, voluntários checos, que estavam a lutar pelo Império Austro-Húngaro. Esta unidade foi mais tarde conhecida como Legião Checoslovaca. Trabalhou respectivamente como escriturário, jornalista, soldado e agente de recrutamento até fevereiro de 1918. Em março de 1918, a Legião Checoslovaca embarcou numa jornada para se juntar à Frente Ocidental através de Vladivostok, que controlava a ferrovia Trans-siberiana e muitas das maiores cidades na Sibéria. Hašek  discordou com esta decisão e decidiu sair da legião em favor dos revolucionários checos e russos. Em outubro de 1918, juntou-se ao Exército Vermelho, trabalhando principalmente como recrutador e escritor de propaganda. Em 1920, casou-se novamente, apesar de ainda estar casado com Jarmila.

### Últimos anos
Acabou por regressar a Praga em dezembro de 1920. Contudo, porque não era uma figura popular em alguns meios, tendo sido acusado de traição e bigamia, teve dificuldades em encontrar uma editora para as suas obras. Antes da guerra, em 1912, publicara o livro O valente soldado Chvéïk e outras histórias estranhas (Dobrý voják Švejk a jiné podivné historky), onde a figura de Švejk apareceu pela primeira vez; mas foi apenas depois da guerra, no seu famoso romance, que Švejk se tornou um sancta simplicitas, um pateta alegre que brincava com a guerra, como se fosse uma briga de taberna. Nesta altura, Hašek ficou gravemente doente e perigosamente obeso. Já não escrevia, mas ditava os capítulos de Švejk no seu quarto, na aldeia de Lipnice, onde morreu a 3 de janeiro de 1923 de insuficiência cardíaca. Hašek publicou em vida cerca de 1500 contos.

## Legado
- Desde a sua morte, todos os contos de Hašek foram coligidos e publicados no idioma checo.
- Durante décadas (até 2000) realizou-se um Festival de humor e sátira chamado "Haškova Lipnice" em Lipnice (retomado em 21 de julho de 2012).

## Homenagens
- O Asteróide 2734 Hašek foi nomeado em homenagem a Jaroslav Hašek.
- O Asteróide 7896 Švejk foi nomeado em homenagem à personagem principal do seu romance mais famoso.
- Um comboio de classe EuroCity no percurso Praga – Bratislava – Budapeste operado por České dráhy tem o nome de Jaroslav Hašek.